# 大垣インターチェンジ

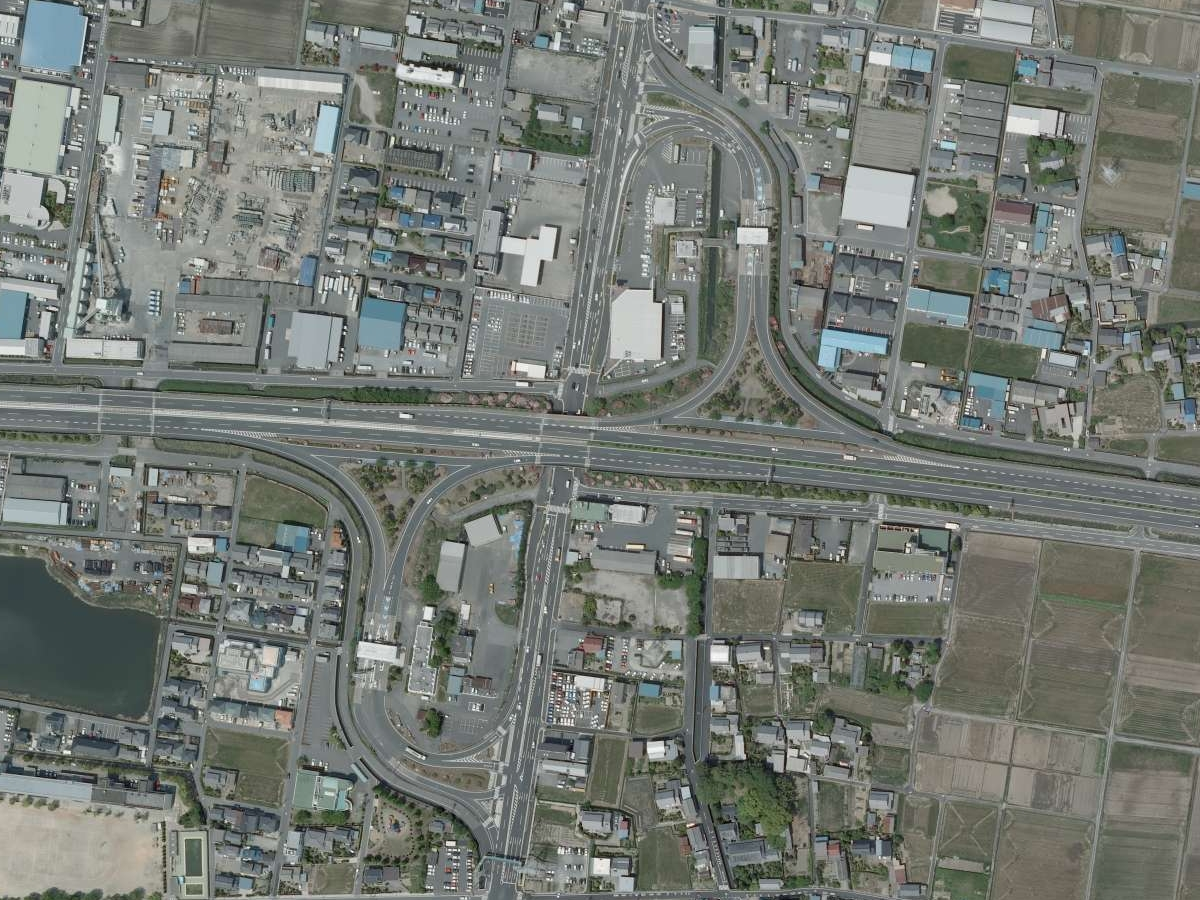
（2009年撮影）

大垣インターチェンジ（おおがきインターチェンジ）は、岐阜県大垣市内原にある名神高速道路のインターチェンジ (IC) である。ここでは併設しているバス停留所の名神大垣バス停留所（めいしんおおがきバスていりゅうじょ）についても記載する。

## 概要
日本の高速道路の出入口としては珍しい不完全クローバー型のICで、上り線と下り線で出入口が違う場所にある。
三重県桑名市や同じ国道258線で接続している東名阪自動車道の桑名東インターチェンジへは約30キロメートルの距離があるが、名古屋西ジャンクションで東名阪自動車道と名古屋高速5号万場線が接続したり伊勢湾岸自動車道が東名高速道路と接続する以前は、名神高速から三重県へアクセスする為のインターとしての役割も果たしていた。

## 道路
- E1 名神高速道路（26番）
- 国道258号

## 料金所
- レーン数：8

### 下り線
- レーン数：4

入口（米原方面へ）
- ETC専用：1
- ETC・一般：1

出口（名古屋方面から）
- ETC専用：1
- 一般：1

### 上り線
- レーン数：4

入口（名古屋方面へ）
- ETC専用：1
- ETC・一般：1

出口（米原方面から）
- ETC専用：1
- 一般：1

## 周辺
- 大垣市浅中公園陸上競技場
- 大垣城
- 大垣市民病院
- 養老鉄道大外羽駅

## 隣
E1 名神高速道路
(25-2) 岐阜羽島IC - (25-3) 安八SIC - (26) 大垣IC - (26-1) 養老JCT - (26-2) 養老SA/スマートIC - (27) 関ヶ原IC

## 大垣バス停留所

### 停車するバス路線
- 名神ハイウェイバス
- にしみの高速線（にしみのライナー）

道の駅パレットピアおおの - 名神大垣 - 安八 - 名古屋駅（新幹線口）
2021年（令和3年）7月17日運行開始。

### 一般道路における接続バス
- 名阪近鉄バス
  - 「名神大垣」バス停

海津線：大垣駅前 - 名神大垣 - 今尾 - 海津市役所
輪之内線：大垣駅前 - 名神大垣 - 輪之内文化会館